# ميندي كالينغ
إسمها الحقيقي فيرا ميندي تشوكالينغام (بالإنجليزية: Vera Mindy Chokalingam)‏ واسمها الفني ميندي كالينغ (بالإنجليزية: Mindy Kaling)‏ هي ممثلة وكوميدية وكاتبة أمريكية ولدت في يوم 24 يونيو 1979 في مدينة كامبريدج في ولاية ماساتشوستس في الولايات المتحدة، إشتهرت كالينغ بتمثيلها في مسلسل ذا ميندي بروجيكت ومسلسل المكتب، هذه الممثلة من أصل هندي بنغالي تاميلي.

## الأعمال
- ذا ميندي بروجيكت
- المكتب
- أوشنس 8
- تجعد في وقت
- ذا نايت بيفور

## روابط خارجية
- ميندي كالينغ على موقع IMDb (الإنجليزية)
- ميندي كالينغ على موقع ميتاكريتيك (الإنجليزية)
- ميندي كالينغ على موقع الموسوعة البريطانية (الإنجليزية)
- ميندي كالينغ على موقع روتن توميتوز (الإنجليزية)
- ميندي كالينغ على موقع قاعدة بيانات الأفلام العربية
- ميندي كالينغ على موقع ألو سيني (الفرنسية)
- ميندي كالينغ على موقع ميوزك برينز (الإنجليزية)
- ميندي كالينغ على موقع تيرنر كلاسيك موفيز (الإنجليزية)
- ميندي كالينغ على موقع أول موفي (الإنجليزية)
- ميندي كالينغ على موقع بوكس أوفيس موجو (الإنجليزية)